# Moba (Nigeria)
Moba è una delle sedici aree a governo locale (local government areas) in cui è suddiviso lo Stato di Ekiti, nella Repubblica Federale della Nigeria. Si estende su una superficie di 199 km² e conta una popolazione di 146.496 abitanti.